# Џејмс Огастин
Џејмс Огастин (енгл. James Augustine; Мидлотијан, 27. фебруар 1984) бивши је амерички кошаркаш. Играо је на позицији крилног центра.

## Биографија
Огастин је колеџ каријеру провео на универзитету Илиниоис за који је наступао од 2002. до 2006. године. На НБА драфту 2006. одабран је као 41. пик од стране Орландо меџика. Провео је наредне две сезоне у Орланду, уз малу минутажу, а био је уступљен и екипи Анахејм арсенала из НБА развојне лиге. Своју европску каријеру је почео 2008. године у екипи Гран Канарије. Са њима проводи наредне две сезоне, а у сезони 2009/10. био је уврштен у другу поставу идеалног тима Еврокупа. За сезону 2010/11. се сели у екипу Валенсије, а наредну сезону проводи у Мурсији. Од 2012. до 2016. наступао је за Химки и са њима је освојио Еврокуп у сезони 2014/15. У сезони 2016/17. био је члан ЦСКА из Москве и са њима је освојио ВТБ јунајтед лигу. У сезони 2017/18. био је играч Малаге.

## Успеси

### Клупски
- Химки:
  - Еврокуп (1): 2014/15.
- ЦСКА Москва:
  - ВТБ јунајтед лига (1): 2016/17.

### Појединачни
- Идеални тим Еврокупа — друга постава (1): 2009/10.